# Essapoun
Essapoun est une commune rurale située dans le département de Kyon de la province de Sanguié dans la région du Centre-Ouest au Burkina Faso.